# Roger Semet
Roger Semet (23 août 1910 - 11 juin 1975) est un journaliste et écrivain français.

## Biographie
Né à Digoin (Saône-et-Loire) en 1910, il fut directeur d'école à Viré et est décédé en 1975. 
Roger Semet  est issu d’une famille de paysans mais il n’a pas suivi cette voie. Il a commencé ses études pour devenir professeur à L'école normal d'instituteurs il devient instituteur à Mâcon où il découvrit « Le Canard Enchainé ». 30 ans plus tard, il sera l'un de leur collaborateur. Il effectue son service militaire, il a été affecté à l'école Saint-Maixent, dans les deux sèvres, pour être formé en tant que cadre pour l'infanterie. Il y restera un an, puis quitte l'uniforme pour entrer dans la vie active. Son premier travail d'enseignant était à Brange en octobre 1930, il y fit la connaissance d'une jeune institutrice qu'il ne tarda pas à épouser. Elle s'appelait Jeanne Petiot. Ils se sont fait muter, elle à Chassy, et lui à Clessy (près de Digoin). En octobre 1932, ils s’installent à Iguerande. 
Il devient journaliste au Progrès, il a su, dans les Propos bourguignons, vanter le terroir auquel il était attaché, et a nourri de son érudition et de son humour les chroniques littéraires du Canard enchaîné, où il entre pendant la guerre d'Algérie. 
Il est l'auteur de sept romans. 
« Sur le mur d'entrée de sa maison, tout à côté de la sonnette, une plaque attirait l'attention du visiteur : Chien gentil. Ces deux mots révélaient une partie de sa personnalité : imagination, humour, bonté. Car il était bon, d'une bonté foncière qui, jamais, ne le faisait désespérer des hommes, même lorsqu'il pourfendait la sottise étalée sous nos yeux dans les mille domaines de la vie quotidienne. Sa verve, sa malice, son bon sens paysan, avaient fait de lui un observateur lucide des mœurs de son temps. À sa manière, il fut un moraliste. » a écrit Henri Nicolas à son sujet.
Le collège de Digoin, sur la route de Roanne, porte son nom.

## Ouvrages
- La Chasse aux Coquecigrues, 1959
- Le Corsage à Brandebourg, éditions Calmann-Lévy, 1965. Prix Alphonse Allais
- La Bouite, éditions Calmann-Lévy, 1967
- Contes pour une déserteuse, 1968
- Le Temps des Canalous, 1972. Prix de l'Académie de l'humour, Prix de l'Académie de la navigation, réédition Corsaire éditions, 2015
- Les bateliers français de la Volga, 1973
- Le Onzième Commandement, éd. Calmann Lévy, 1974
- Les Argyronètes, éd. Bourgogne Rhône-Alpes, Mâcon, 1976